# Paramesoceras novoguineense
Genre
Espèce
Paramesoceras novoguineense, unique représentant du genre Paramesoceras, est une espèce d'opilions laniatores de la famille des Podoctidae.

## Distribution
Cette espèce est endémique de la province de Madang en Papouasie-Nouvelle-Guinée. Elle se rencontre vers la baie de l'Astrolabe.

## Description
Le syntype mesure 2,5 mm.

## Étymologie
Son nom d'espèce, composé de novoguine et du suffixe latin -ense, « qui vit dans, qui habite », lui a été donné en référence au lieu de sa découverte, la Nouvelle-Guinée. 
Le nom original Paramesoceras novoguineensis Roewer, 1915, a ensuite été modifié en formation neutre de Paramesoceras novoguineense Roewer, 1915 en Kury et al. 2020.

## Publication originale
- Roewer, 1915 : « Neue Opiliones aus dem ungarischen National-Museum in Budapest. » Annales Historico-Naturales Musei Nationalis Hungarici, vol. 13, p. 215–223.